# غايجو
غايجو (بالصينية: 盖州市) هي مدينة على مستوى مقاطعة، في الصين، تقع في ينغكو، وينغكو، بلغ عدد سكانها 691,595 نسمة وذلك حسب إحصائيات سنة 2010، تبلغ مساحتها 2,928 كيلومتر مربع، رمزها البريدي هو 115200.

## أعلام
- وانغ جونغ